# Neophron percnopterus majorensis
El guirre (del tamazight insular: ⴳⵉⵃⵉⵔ, gihir, palabra masculina que significa 'tirar objetos sólidos')  o alimoche canario (Neophron percnopterus majorensis), es una subespecie de alimoche común propia de las islas Canarias.

## Distribución
Hasta hace algunas décadas habitaba en prácticamente todas las islas, aunque actualmente solo se conserva en zonas puntuales de Lanzarote y en Fuerteventura. El guirre es el único ave rapaz carroñera de Canarias, que sobrevive en el archipiélago gracias a cerca de unos 360 individuos que se refugian en territorio majorero, además de cinco parejas localizadas en Lanzarote.
Los resultados de las medidas de conservación adoptadas en los últimos 20 años gracias al intenso estudio de esta población, han sido altamente positivos, pues la cifra de unos 300 guirres y 64 parejas reproductoras en 2017 supone un aumento significativo en comparación con el año 2006, con 150 individuos o las 23 parejas que se detectaron en 1998.

## Amenazas
La presencia del guirre es especialmente beneficiosa para el hombre, debido a que ‘limpia’ el campo de animales muertos, evitando así la propagación de enfermedades o la contaminación de las aguas. Las principales amenazas que pueden afectar a los guirres que habitan en Fuerteventura son la electrocución en tendidos eléctricos, la colisión contra estas u otras estructuras, los envenenamientos ilegales, la intoxicación por plomos de caza, las molestias humanas en las áreas de nidificación y la reducción en la disponibilidad de alimento. Estas amenazas llevaron a la puesta en marcha de un Proyecto Life para su estudio y protección entre 2004 y 2008. El Cabildo trabaja actualmente en un nuevo Proyecto Life en el que además del guirre también se puedan beneficiar otras aves y todo su ecosistema.